# 27. Międzynarodowy Festiwal Filmowy w Cannes
27. Międzynarodowy Festiwal Filmowy w Cannes odbył się w dniach 9–24 maja 1974 roku. Imprezę otworzył pokaz włoskiego filmu Amarcord w reżyserii Federico Felliniego.
Jury pod przewodnictwem francuskiego reżysera René Claira przyznało nagrodę główną festiwalu, Złotą Palmę, amerykańskiemu filmowi Rozmowa w reżyserii Francisa Forda Coppoli. Drugą nagrodę w konkursie głównym, Grand Prix, przyznano włoskiemu filmowi Kwiat tysiąca i jednej nocy w reżyserii Piera Paola Pasoliniego.

## Jury Konkursu Głównego
- René Clair, francuski reżyser − przewodniczący jury[3]
- Jean-Loup Dabadie, francuski scenarzysta
- Kenne Fant, szwedzki reżyser i aktor
- Rostisław Jurieniew, rosyjski krytyk filmowy
- Félix Labisse, francuski malarz
- Irwin Shaw, amerykański pisarz
- Michel Soutter, szwajcarski reżyser
- Monica Vitti, włoska aktorka
- Alexander Walker, brytyjski krytyk filmowy

## Filmy na otwarcie i zamknięcie festiwalu
|             | Tytuł        | Reżyseria        | Kraj              |
| ----------- | ------------ | ---------------- | ----------------- |
| Otwierający | Amarcord     | Federico Fellini | Włochy            |
| Zamykający  | Szpiegomania | Irvin Kershner   | Stany Zjednoczone |